# Гермиппе (спутник)
Гермиппе (от др.-греч. Ἑρμίππη) — естественный спутник Юпитера, известный также как Юпитер XXX.

## Открытие
Был обнаружен 9 декабря 2001 года группой астрономов из Гавайского университета под руководством Скотта Шеппарда и получил временное обозначение S/2001 J 3. В августе 2003 года Международный астрономический союз присвоил спутнику официальное название Гермиппе (имя возлюбленной Зевса).

## Орбита
Гермиппе совершает полный оборот вокруг Юпитера на расстоянии в среднем 21 131 000 км за 633 дня и 2 часа. Орбита имеет эксцентриситет 0,210. Наклон ретроградной орбиты к плоскости Лапласа 150,7°. Принадлежит к группе Ананке.

## Физические характеристики
Диаметр Гермиппе составляет около 4 км. Плотность оценивается 2,6 г/см³. Спутник состоит предположительно из преимущественно силикатных пород. Очень тёмная поверхность имеет альбедо 0,04. Звёздная величина равна 22,1m